# Mendoza zebra
Mendoza zebra – gatunek pająka z rodziny skakunowatych.
Gatunek ten został opisany w 1992 roku przez Dimitrija Łogunowa i Wandę Wesołowską jako Marpissa zebra. W 1999 roku umieszczony został przez Łogunowa w rodzaju Mendoza.
Holotypowy samiec tego pająka ma prosomę długości 1,98 mm i szerokości 1,35 mm, a opistosomę długości 2,53 mm i szerokości 1,02 mm. Z wyjątkiem czarnej okolicy oczu, karapaks żółty, pokryty brązowym, siateczkowatym wzorem. Szczękoczułki, szczęki i sternum żółte, warga dolna zaś brązowa z jaśniejszym brzegiem. Wierzch opistosomy żółty z czterema poprzecznymi przepaskami barwy brązowej i wąską linią środkową w przedniej ⅓, spód zaś jasnożółty z trzema podłużnymi pasami ciemnymi. Odnóża żółte z podłużnymi liniami i wydłużonymi, brązowymi kropkami na goleniach oraz ciemnymi stopami i przedstopiami pierwszej pary. Nogogłaszczki z żółtym cymbium.
Gatunek znany z dalekowschodniej Rosji, z obwodu amurskiego i Kraju Chabarowskiego.